# 不要战争，但要阶级斗争

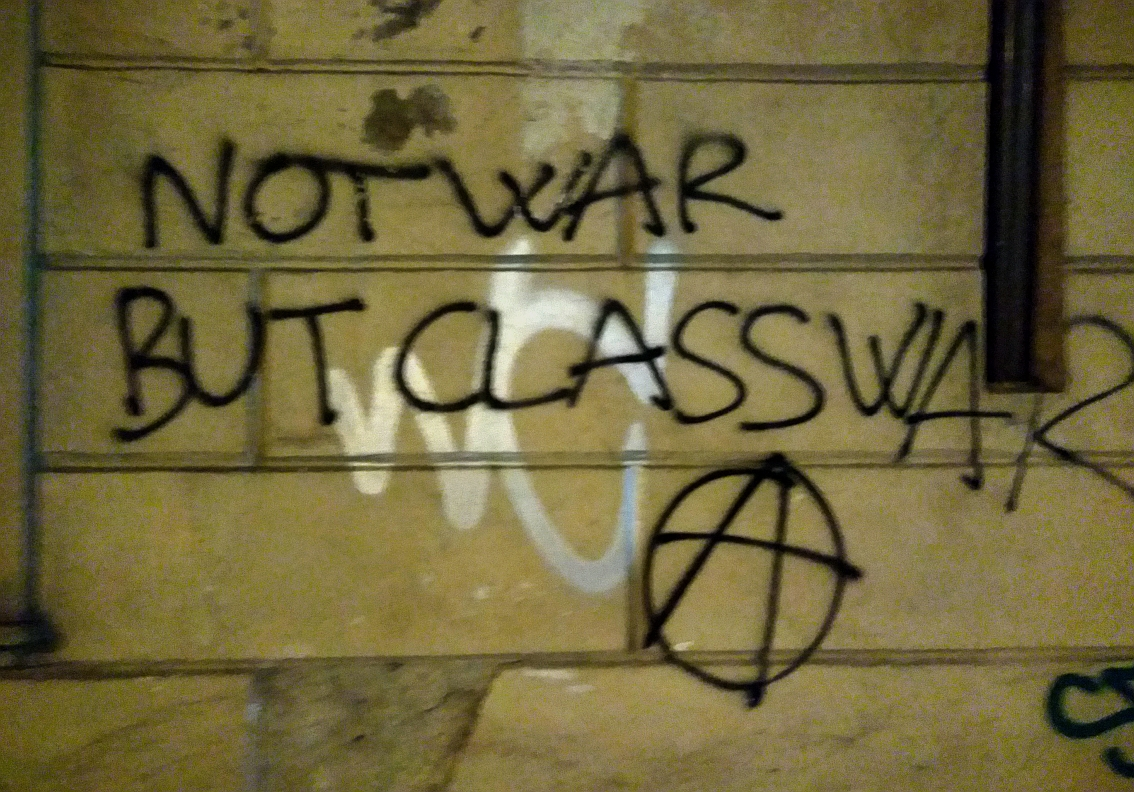
都灵的“不要战争，但要阶级斗争”涂鸦

不要战争，但要阶级斗争(No War But The Class War, 缩写为NWBTCW) 是共产主义或无政府主义者用以反对资本主义的一句宣传语， 它也是一些反独裁和反资本主义团体所使用的名称。

## 组织名称
最初的两个NWBTCW团体于1990-1991年海湾战争和1999年科索沃战争期间出现在伦敦。 这两个团体，包括伦敦无政府主义组织“阶级斗争”的前成员，在这两场战争结束后各自解散了。2001年阿富汗战争开始后，第三个NWBTCW团体也出现在伦敦，由共产主义工人组织主导并试图将其变成一个遍布英国的团体网络的努力失败了。该组织的分裂被称为理论与实践之间的分裂，导致其中的行动派作为组织不服从者离开，他们的活动包括试图参与 "单车临界量"活动而占领老街环岛，但与该组织的所有其他行动一样，都被警察阻止了。而组织中的理论家部分转变成了 NWBTCW讨论小组，该小组最终也解散了。

## 作为口号
作为口号，“不要战争，但要阶级斗争”已被与上述团体不相关的人士使用。此标语被各种马克思主义团体广泛用作强调阶级斗争优先于其他政治目标的手段，并且被用作更普遍的左派反战、反军国主义口号。
这句话出现在1975年英国电视剧《希望之日》的第一集中，该系列电视剧讲述了一个工人阶级家庭的生活，由吉姆·艾伦（Jim Allen）撰写，肯·洛奇（Ken Loach）（均为社会主义者）执导，该片在英国引发了关于英国军队在第一次世界大战期间的形象描绘的争议。 一位从英国军队中逃出来的社会主义者说：“我不是和平主义者。我会参加一场战争，但我会参加唯一重要的战争，那就是阶级战争，当这一切结束时，它就会到来。”